# Liste du patrimoine immobilier classé de Nandrin
Cette page regroupe l'ensemble du patrimoine immobilier classé de la ville belge de Nandrin.
| Objet | Année de construction / Architecte | Adresse                                                                              | Section communale | Coordonnées                      | Numéro d’inventaire | Illustration |
| --- | ---------------------------------- | ------------------------------------------------------------------------------------ | ----------------- | -------------------------------- | ------------------- | --- |
| La chapelle du château de Fraineux, sa rampe d'accès et le mur d'enceinte du parc à Nandrin ainsi que l'ensemble formé par la chapelle et les terrains environnants (S)                          |                                    | Nandrin                                                                              | Fraineux          | 50° 30′ 51″ nord, 5° 23′ 52″ est | 61043-CLT-0001-01   | La chapelle du château de Fraineux, sa rampe d'accès et le mur d'enceinte du parc à Nandrin ainsi que l'ensemble formé par la chapelle et les terrains environnants (S)                          |
| Presbytère de Saint-Séverin, Place F. Gonda, n° 17 |                                    | Place F. Gonda n° 17                                                                 | Saint-Séverin     | 50° 31′ 47″ nord, 5° 24′ 45″ est | 61043-CLT-0002-01   | Image manquanteTéléverser |
| L'église Saints-Pierre-et-Paul |                                    |                                                                                      | Saint-Séverin     | 50° 31′ 48″ nord, 5° 24′ 45″ est | 61043-CLT-0003-01   | L'église Saints-Pierre-et-Paul |
| Ancien cimetière et alentours de l'église Saints-Pierre-et-Paul |                                    |                                                                                      | Saint-Séverin     | 50° 31′ 48″ nord, 5° 24′ 39″ est | 61043-CLT-0004-01   | Ancien cimetière et alentours de l'église Saints-Pierre-et-Paul |
| L'église St Pierre |                                    |                                                                                      | Villers-Le-Temple | 50° 30′ 30″ nord, 5° 22′ 14″ est | 61043-CLT-0005-01   | L'église St Pierre |
| Ancienne commanderie de l'Ordre du Temple (enceinte, tours, vestiges du logis) |                                    | Rue Joseph Pierco, n°s 35-36                                                         | Villers-Le-Temple | 50° 30′ 28″ nord, 5° 22′ 11″ est | 61043-CLT-0006-01   | Ancienne commanderie de l'Ordre du Temple (enceinte, tours, vestiges du logis) |
| Château de la Tour-au-Bois |                                    | Rue Tour-au-Bois et alentours (S)                                                    | Villers-Le-Temple | 50° 31′ 07″ nord, 5° 21′ 27″ est | 61043-CLT-0007-01   | Château de la Tour-au-Bois |
| Château de la Tour-au-Bois rue de la Tour-au-Bois, n° 235 : façades et toitures, cage d'escalier, salon ovale et cheminées des pièces du premier étage et passage carrossable du rez-de-chaussée |                                    | Rue de la Tour-au-Bois n° 235                                                        | Villers-Le-Temple | 50° 31′ 08″ nord, 5° 21′ 46″ est | 61043-CLT-0008-01   | Château de la Tour-au-Bois rue de la Tour-au-Bois, n° 235 : façades et toitures, cage d'escalier, salon ovale et cheminées des pièces du premier étage et passage carrossable du rez-de-chaussée |
| Ferme de l'abbaye (façade et toitures), n°180 |                                    | n°180                                                                                | Villers-Le-Temple | 50° 30′ 53″ nord, 5° 21′ 50″ est | 61043-CLT-0009-01   | Ferme de l'abbaye (façade et toitures), n°180 |
| Croix en face de la chapelle Saint-Aubin de Fraineux (M) |                                    | Rue de la Chapelle, contre le n° 15, sise dans le site classé par A.R. du 09/01/1978 | Yernée-Fraineux   | 50° 30′ 49″ nord, 5° 23′ 52″ est | 61043-CLT-0010-01   | Image manquanteTéléverser |
| Manoir de la Tour (Logis, donjon et tour d'escalier à l'arrière) |                                    | Rue Joseph Pierco, n° 42                                                             | Villers-le-Temple | 50° 30′ 29″ nord, 5° 22′ 03″ est | 61043-CLT-0011-01   | Manoir de la Tour (Logis, donjon et tour d'escalier à l'arrière) |
| La tour de la ferme du château à Nandrin (tour de Nandrin) |                                    | Nandrin                                                                              | Nandrin           | 50° 30′ 24″ nord, 5° 25′ 17″ est | 61043-CLT-0015-01   | La tour de la ferme du château à Nandrin (tour de Nandrin) |